# سفارة كرواتيا في اليابان
سفارة كرواتيا في اليابان هي أرفع تمثيل دبلوماسي لدولة كرواتيا لدى اليابان. تقع السفارة في شيبويا وهي تهدف لتعزيز المصالح الكرواتية في اليابان.

## وصلات خارجية
- الموقع الرسمي
- قائمة سفارات كرواتيا
- قائمة السفارات في اليابان